# Łęg Kościelny
Łęg Kościelny – wieś w Polsce położona w województwie mazowieckim, w powiecie płockim, w gminie Drobin.
| SIMC    | Nazwa            | Rodzaj    |
| ------- | ---------------- | --------- |
| 0563364 | Łęg Kasztelański | część wsi |

Do 1939 roku siedziba wiejskiej gminy Majki. W latach 1975–1998 miejscowość administracyjnie należała do województwa płockiego. 1 stycznia 2014 roku do Łęgu Kościelnego została przyłączona wieś Łęg Kasztelański, stając się jej integralną częścią.